# Pigadia

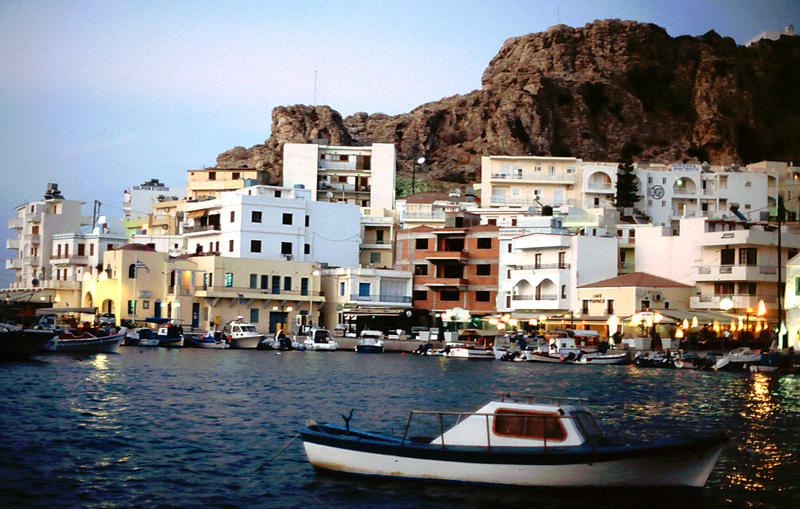
Hamnen i Pigadia.

Pigadia (även: Karpathos, grekiska: Πηγάδια eller Κάρπαθος) är huvudorten på ön Karpathos i regionen Sydegeiska öarna i Grekland. Orten är även öns största hamn samt den största turistorten på ön. Pigadia hade 2 788 invånare (2011).
I Pigadia finns den 4 km långa Pigadiastranden, som ligger nära elkraftverket.